# Tjornohora
Tjornohora (bogstaveligt: "Sort Bjerg"; ukrainsk: Чорногора) er den højeste bjergkæde i det vestlige Ukraine. Det er inden for de polonynske beskider, en undergruppe af bjerggruppen af Østlige Beskider, som igen er en del af de Ydre østlige Karpater.

## Beskrivelse
Bjergkæden ligger  på den administrative grænse mellem oblasterne Ivano-Frankivsk og Zakarpatska. Det støder op til Gorgany-kæden. Den højeste top i Tjornohora er Hoverla (2.061 moh.) med andre høje toppe, herunder Pip Ivan (2.022 m) og Petros (2.020 m). Bjergene er dannet af flysch.
Størstedelen af området udgør vandskellet mellem floderne  Prut og Tisza. De nedre dele af Tjornohora er beboet af hutsuler, der primært ernærer sig som hyrder. De vigtigste turistcentre i Tjornohora er Bystrets, Dzembronia, Rakhiv, Verkhovyna, Vorokhta og Yasinia.
I 1968 blev Karpatiske Biosfærereservat etableret på de sydlige skråninger, og i 1980 åbnede  Karpaterne Nationalpark på nordskråningerne.

## Toppe
- Menchul
- Hoverla
- Pip Ivan
- Petros
- Hutyn Tomnatyk
- Staiky
- Homul
- Shuryn
- Pozhyzhevska
- Breskul
- Dantser
- Shpytsi
- Brebeneskul
- Rebra
- Turkul